# Salomon Poliakof
Pour les articles homonymes, voir Polyakov.
Salomon Poliakof, né à Mir (Biélorussie) le 2 décembre 1889, naturalisé français, décédé à Versailles en France en 1958. 
Il étudie au Séminaire Israélite de France à Paris de 1908 à 1914. Il est aumônier israélite dans l'armée française, il se distingue et reçoit plusieurs citations à l'ordre pour "actes de courage face à l'ennemi". Grand Croix de guerre 1914-1918.
Rabbin de Lunéville (Meurthe-et-Moselle) après la Première Guerre mondiale, Grand Rabbin de Lille de 1921 à 1933, Grand-rabbin de Genève de 1933 à 1946, Grand Rabbin de Lyon de 1946 à 1953. Il succède à Lyon au Rabbin David Feuerwerker, Grand-Rabbin de Lyon de 1944 à 1946, qui est élu à Neuilly-sur-Seine.
En 1948, il participe, avec l'archevêque de Lyon, Pierre Gerlier, et l'imam de Lyon, Bel Hadj El Maafi, à un pèlerinage sur le charnier du massacre de Bron, où 109 prisonniers, dont 72 Juifs, sont exécutés par les nazis.